# Monastero di Sant'Eutimio
Il monastero di Sant'Eutimio (in russo Спасо-Евфимиев монастырь?) è un monastero della città di Suzdal', in Russia. Sito sulla riva sinistra del fiume Kamenka, il complesso iniziò ad essere costruito nel 1352 su iniziativa del principe di Nižnij Novgorod e Suzdal' Boris Konstantinovič. Dal 1992 fa parte della lista dei patrimoni dell'umanità UNESCO insieme agli altri edifici conosciuti con il nome di "monumenti bianchi di Vladimir e Suzdal'".

## Storia
In origine il monastero era chiamato con il nome di "monastero del Salvatore". In seguito, divenne noto come "monastero di Sant'Eutimio", in onore del primo egumeno Sant'Eutimio di Suzdal'. I primi edifici in legno del complesso non sono stati conservati. La fisionomia attuale del monastero è costituita da strutture sorte nel XVI e nel XVII secolo. La costruzione dei grandi edifici del complesso fu resa possibile dalle generose donazioni dei sovrani russi Basilio III e Ivan il Terribile, nonché da quelle provenienti dalla famiglia del patriota Dmitrij Požarskij.
Il 7 luglio 1445, presso le mura del monastero, si svolse una grande battaglia fra le armate russe guidate da Basilio II e quelle del Khanato di Kazan' capeggiate dai principi Mäxmüd e Jakub, figli del khan Oluğ Möxämmäd. Al termine dello scontro militare, Basilio subì una sconfitta e fu imprigionato.
Nel 1766, su ordine dell'imperatrice Caterina II, all'interno del monastero fu istituita una prigione. Nel 1829 vi morì il principe decabrista Fёdor Petrovič Šachovskoj, mentre 3 anni prima vi era stato imprigionato, su ordine di Nicola I, il monaco Avel' Vasil'ev. Uomo a cui sono attribuite numerose profezie e la cui vita è avvolta nel mistero, Avel' morì il 29 novembre 1841 e fu sepolto dietro l'altare della chiesa del monastero dedicata a San Nicola. All'interno della prigione furono spesso rinchiusi anche dissidenti religiosi, in particolare appartenenti alla comunità dei vecchi credenti. Tra loro vi furono anche i vescovi Konon e Gennadio, scarcerati nel 1881. Nel loro rilascio giocò un ruolo chiave anche lo scrittore Lev Tolstoj.
Tra il 1923 ed il 1939 la prigione fu adibita a carcere speciale per gli oppositori al regime comunista. Tra i reclusi vi furono il metropolita Pietro di Kruticy, gli economisti Nikolaj Kondrat'ev e Leonid Jurovskij, nonché esponenti del partito come Vladimir Nevskij, Martem'jan Rjutin, Lazar' Šackin e Ivan Smirnov.
Durante la seconda guerra mondiale, a partire dal gennaio del 1943, fu trasformato in un campo di concentramento per prigionieri di guerra (campo n. 160). Vi vennero rinchiusi inizialmente soldati Italiani e Romeni, catturati i primi sul fiume Don, i secondi a nord ovest di Stalingrado, e, successivamente, militari Ungheresi. La mortalità fu molto elevata. La maggior parte dei caduti Italiani nel campo (2600 su 2800) vi morirono nei primi tre mesi, soprattutto a causa di una epidemia di tifo petecchiale, peggiorata dalla mancanza di cibo e dal freddo. Le condizioni migliorarono sostanzialmente a partire dal mese di aprile dello stesso anno. In seguito il feldmaresciallo tedesco Friedrich Paulus, catturato a Stalingrado fu incarcerato qui, con il suo stato maggiore. * Emilio Vio Sopranis, ARMIR. La Tragica Avventura dell'Armata Italiana in Russia, Milano, Mursia, 2012. ISBN 978-88-425-4186-8
La prigione è attualmente sede di un museo sulla storia militare del monastero. Oltre a Sant'Eutimio, il monastero ebbe altri archimandriti che ricoprirono ruoli importanti nella struttura della Chiesa ortodossa russa. In particolare Cirillo, Giobbe, Gerasim, Gervasio e soprattutto Serafino, vescovo ucciso dai sovietici nel 1937 e canonizzato in quanto martire nel 1997. Vicino alla parete orientale della cattedrale della Trasfigurazione, l'edificio più importante del monastero, si trova la tomba di Dmitrij Požarskij. Nel 1930 la cappella posta sopra il sepolcro dell'eroe fu distrutta. Nel 2009 avvenne il suo restauro ed il 4 novembre dello stesso anno fu visitata dal presidente russo Dmitrij Medvedev.
Il monastero, oltre a far parte dei patrimoni dell'umanità UNESCO, rientra nel complesso architettonico del museo di Vladimir-Suzdal'.

## Architettura
Il monastero ospita al proprio interno numerose strutture d'interesse storico ed architettonico, tra cui:
- La cattedrale della Trasfigurazione, costruita nel 1594 e dotata di una serie di pregiatissimi affreschi al proprio interno eseguiti da Gurij Nikitin nel 1689;
- La chiesa dell'Annunciazione, costruita a cavallo tra il XVI ed il XVII secolo e caratterizzata dalla presenza di un grande arco all'ingresso;
- La chiesa refettorio consacrata alla Dormizione di Maria e risalente al XVI secolo;
- La chiesa di San Nicola, costruita nel 1669 ed adiacente all'infermeria del monastero;
- Il campanile, al cui interno è presente anche una chiesa dedicata a San Giovanni Battista. Ha 17 campane che suonano 5 volte al giorno;
- La casa dell'archimandrita, costruita tra il 1628 ed il 1660;
- L'edificio che ospita gli alloggi dei monaci, costruito tra il XVII ed il XIX secolo;
- La fortezza prigione attualmente trasformata in museo.

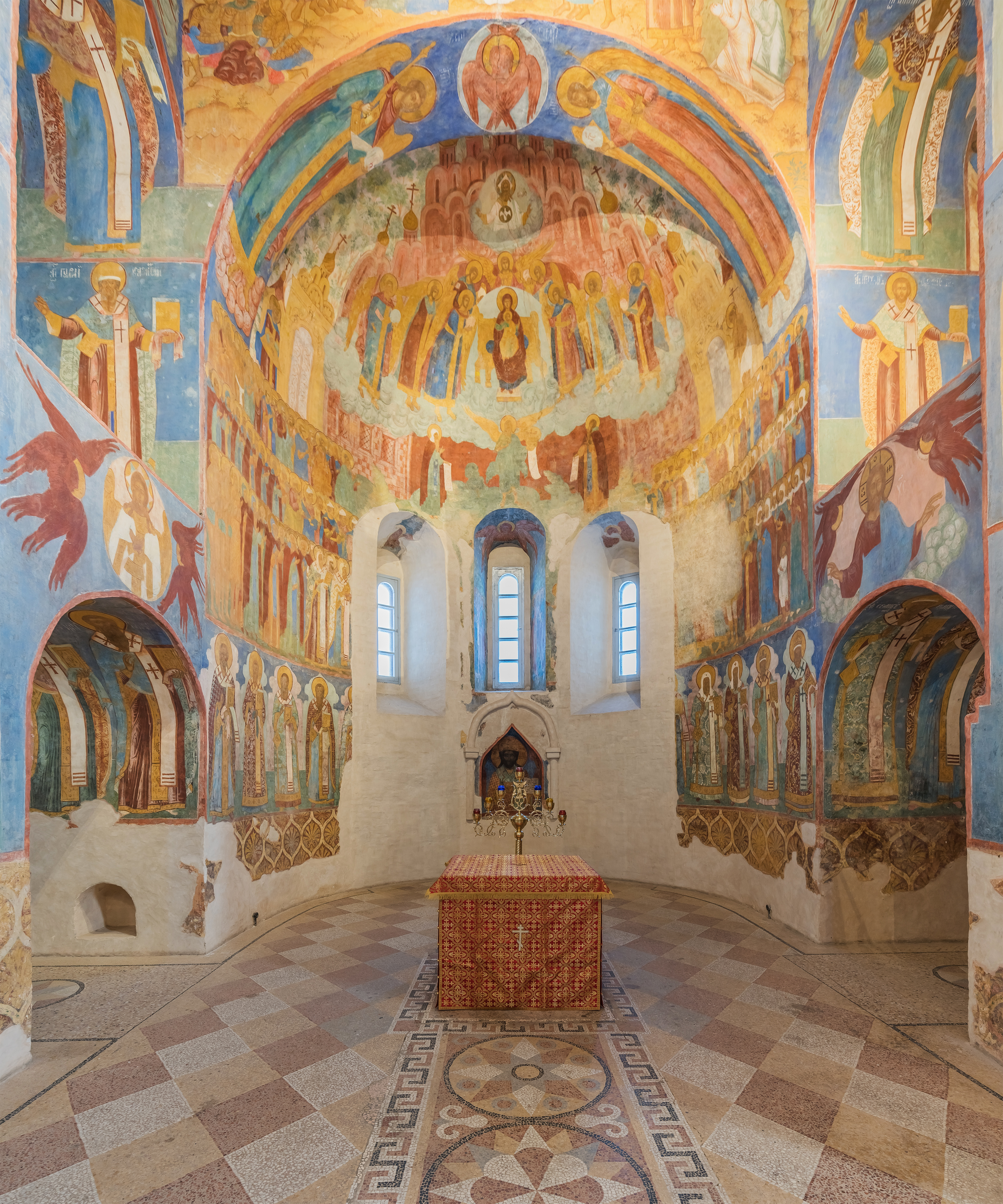
Affreschi della cattedrale

Tra il 1971 ed il 1981 il campanile, la chiesa refettorio della Dormizione e la casa dell'archimandrita furono soggette a restauro. La chiesa di San Nicola fu invece restaurata tra il 1968 ed il 1974. All'inizio del nuovo millennio furono intrapresi nuovi interventi di conservazione all'interno del monastero. Per evitare cedimenti strutturali sono state studiate misure volte al rafforzamento degli edifici, compresa l'installazione di ancoraggi.
Il complesso del monastero è circondato da una lunga cinta muraria dotata di balestriere, feritoie e di 12 torri, tra cui spicca la torre d'ingresso alta 22 metri. Costruita in mattoni rossi, la torre è dotata di due archi su cui sono presenti dei kiot per le icone. L'area superiore di questa struttura è arricchita dalla presenza di architravi, cornici ed altri elementi decorativi in stile barocco moscovita. Le mura furono costruite tra il 1670 ed il 1680, in sostituzione delle vecchie fortificazioni in legno risalenti al XIV secolo. In totale misurano 1.200 metri.

### Cattedrale della Trasfigurazione

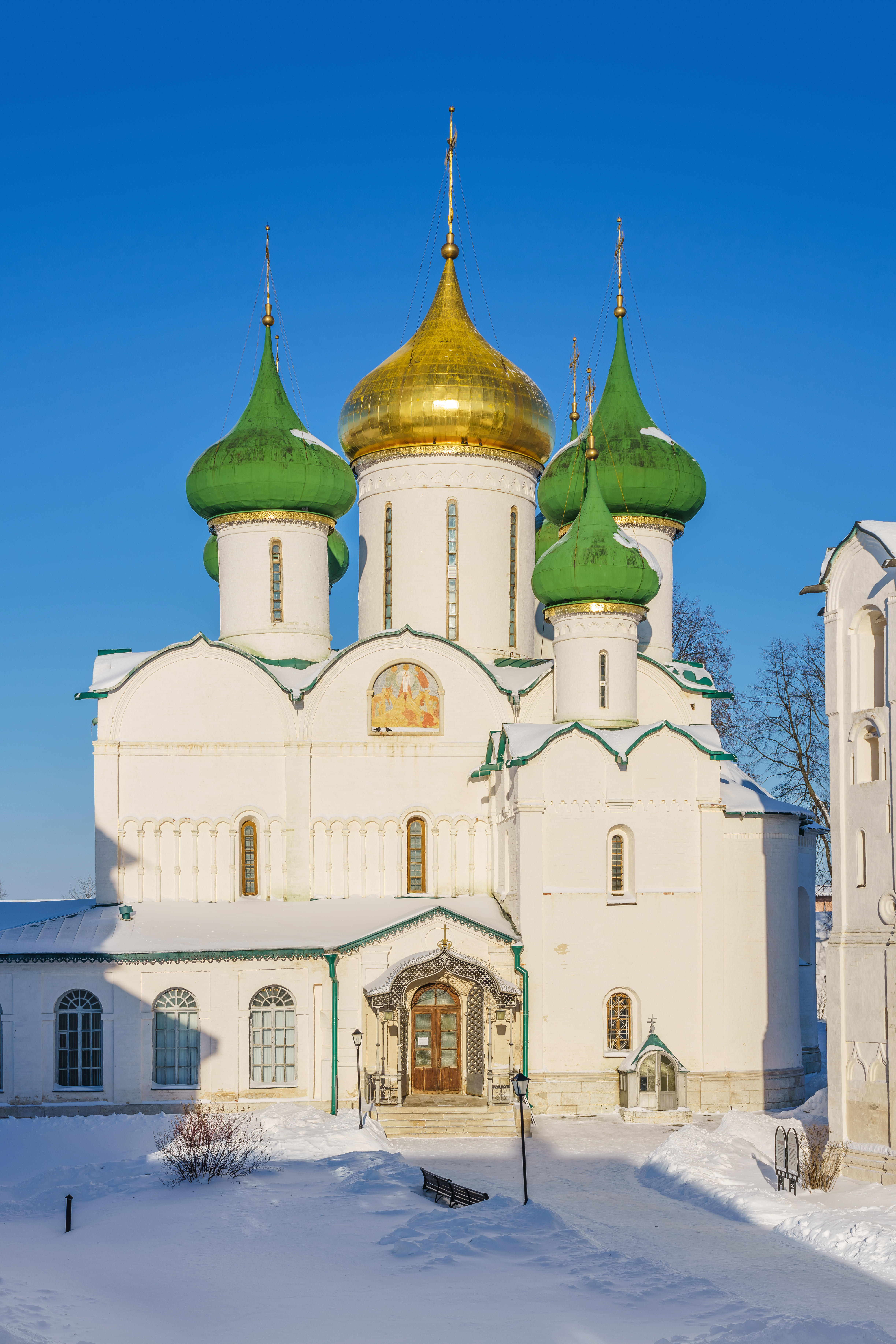
La cattedrale della Trasfigurazione

La cattedrale è l'edificio più antico del complesso monasteriale. Fu costruita nel 1594 sul sito di una precedente chiesa risalente al 1507, sorta nei pressi della tomba di Sant'Eutimio. Venne realizzata nello stile delle tradizionali architetture in pietra bianca di Suzdal', tipiche in special modo del XII e XIII secolo. Anche per questo motivo l'edificio presenta delle somiglianze con la cattedrale della Natività del Cremlino di Suzdal'. Ciò nonostante, nel corso dei secoli i numerosi interventi avvenuti nella cattedrale ne hanno modificato parzialmente la fisionomia.

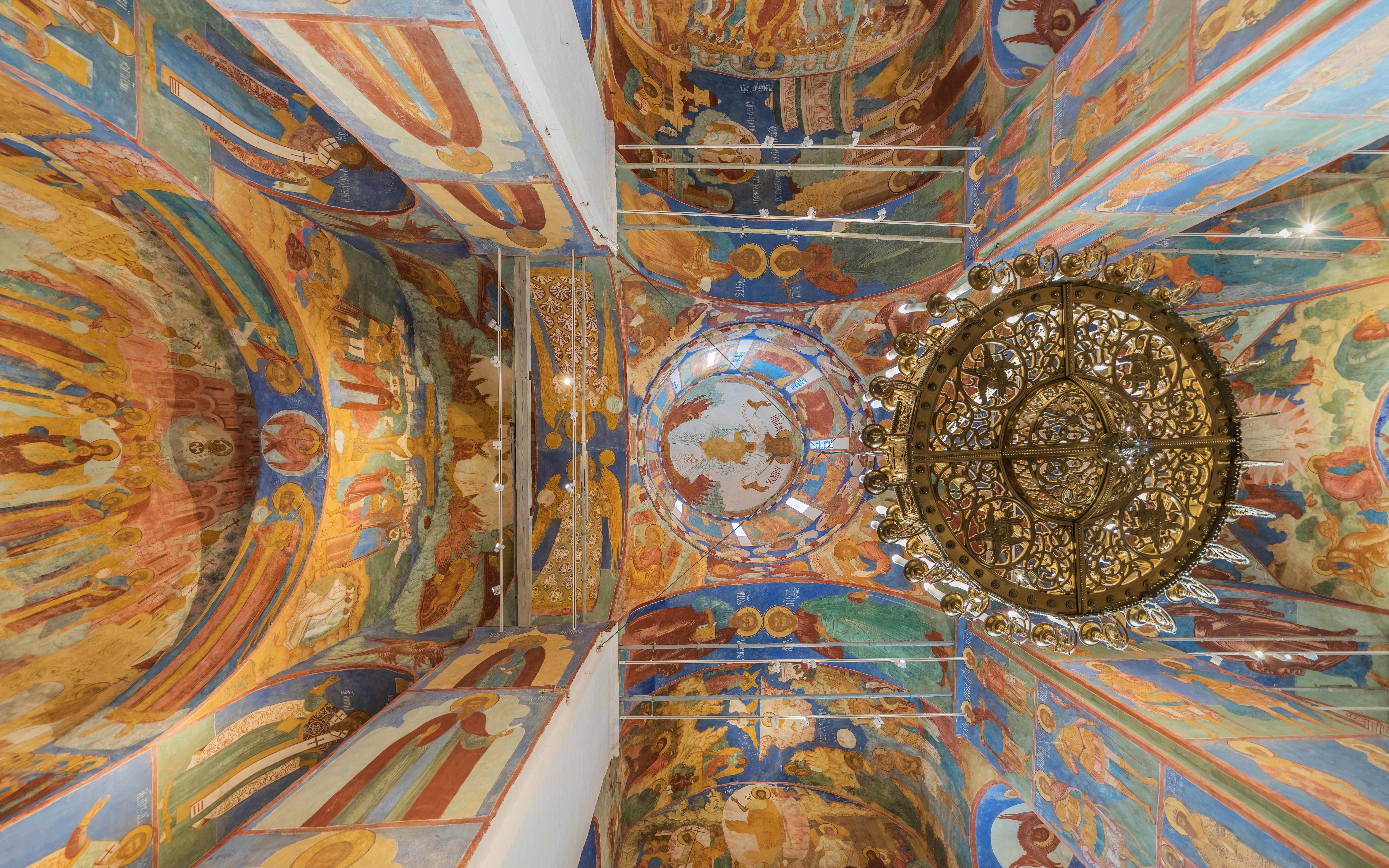
La cupola centrale

L'interno del tempio è ricoperto di affreschi realizzati nel XVII secolo da una squadra di artisti guidati da Gurij Nikitin. Alla fine degli anni settanta furono intrapresi dei lavori di restauro che consentirono di salvaguardare l'importante patrimonio rappresentato dagli affreschi. La cupola centrale della cattedrale è dominata dalla raffigurazione della Trinità realizzata da Sila Savin. Mentre nelle pareti inferiori sono presenti le rappresentazioni degli atti degli apostoli, del Vangelo e della vita di Gesù Cristo.
Vicino all'altare sono invece presenti gli affreschi dei primi due zar della dinastia Romanov, Michele e Alessio I. Essi sono raffigurati vicino ai re biblici Davide e Salomone, nonché ai principi russi canonizzati, Vladimir I di Kiev, Boris e Gleb e Vsevolod III. Nella cappella dedicata a Sant'Eutimio sono presenti alcuni affreschi agiografici sulla vita del santo, compreso il momento della scelta del luogo in cui far sorgere il monastero.

## Galleria d'immagini

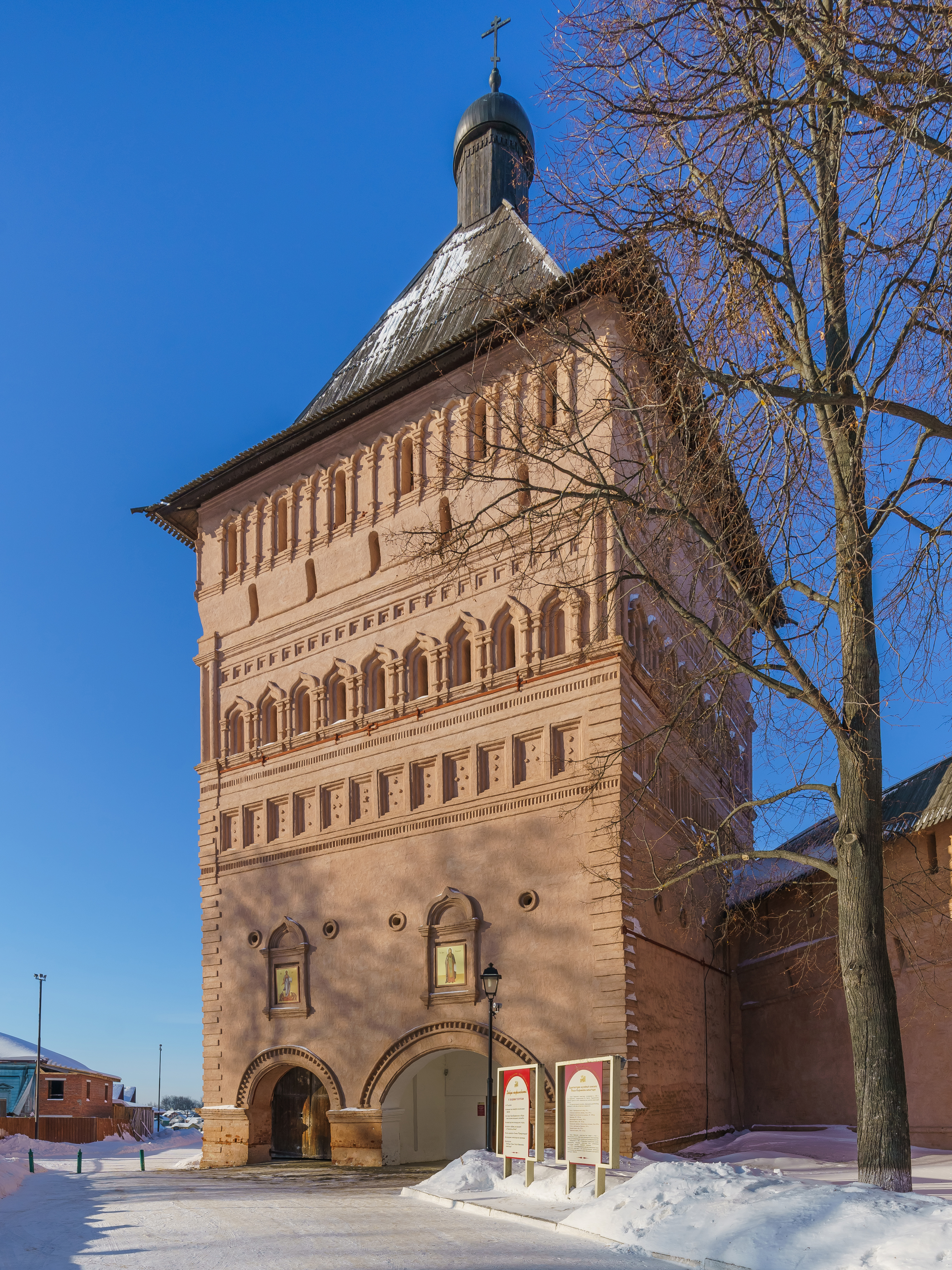
Torre d'ingresso
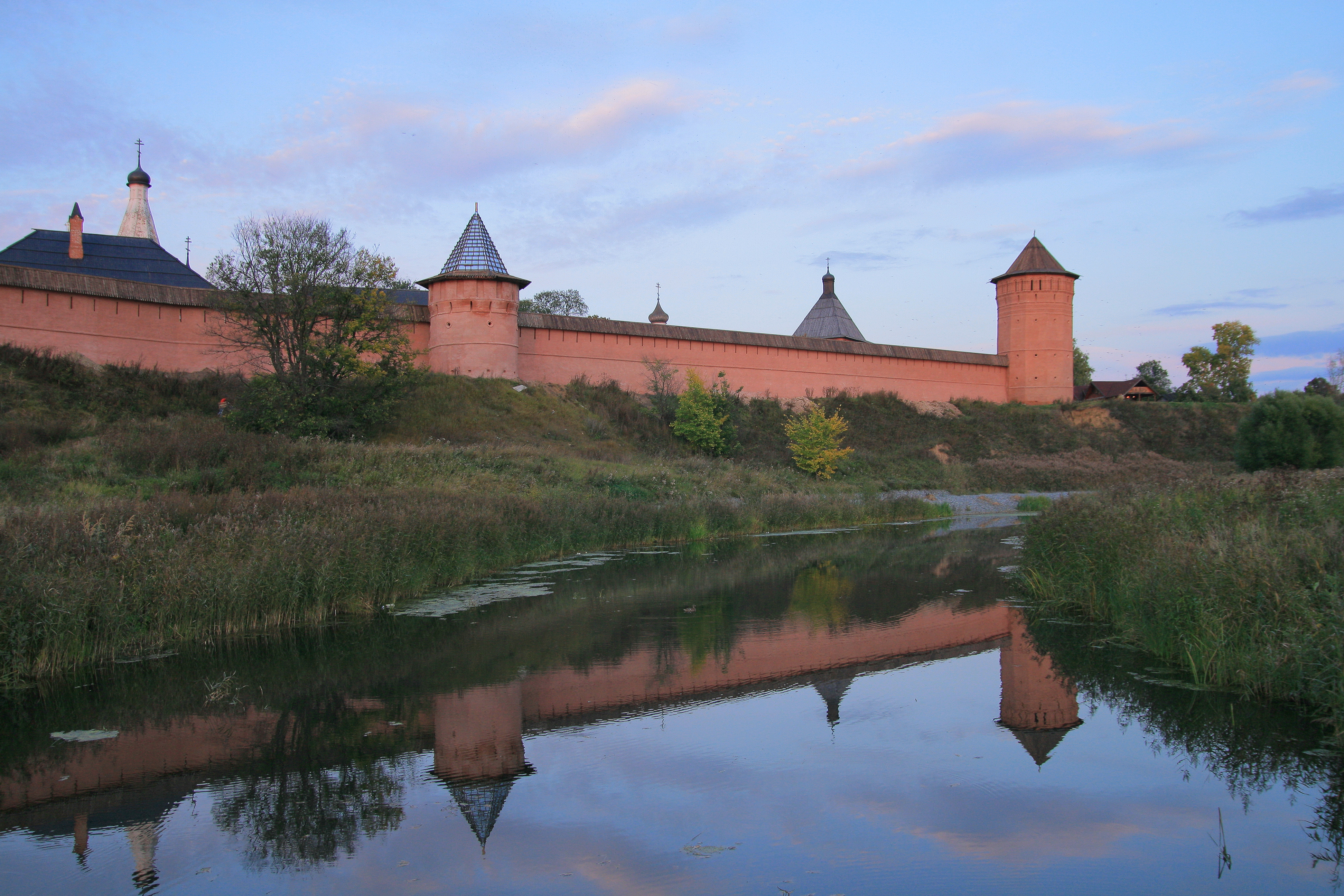
Mura del monastero
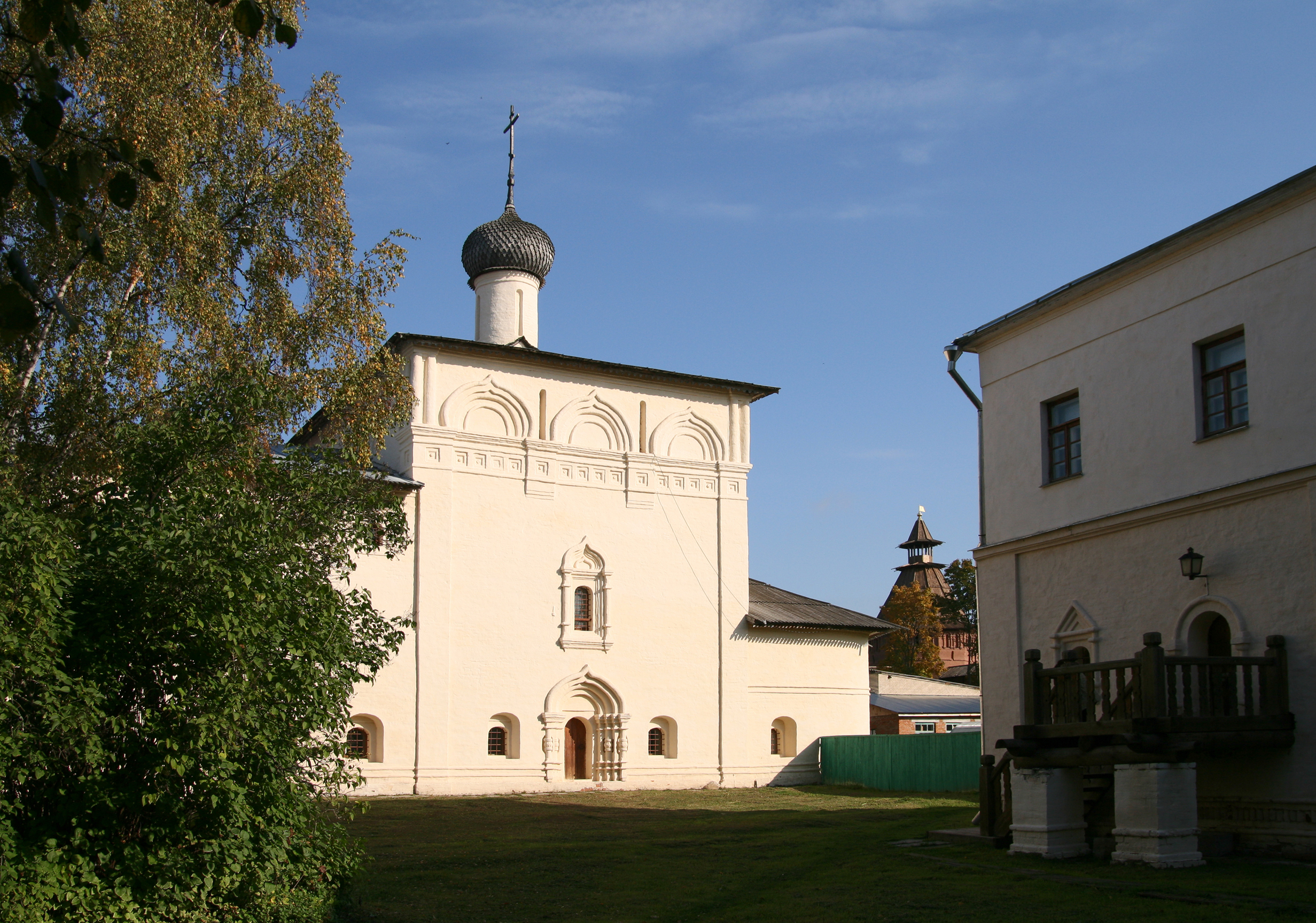
Chiesa di San Nicola
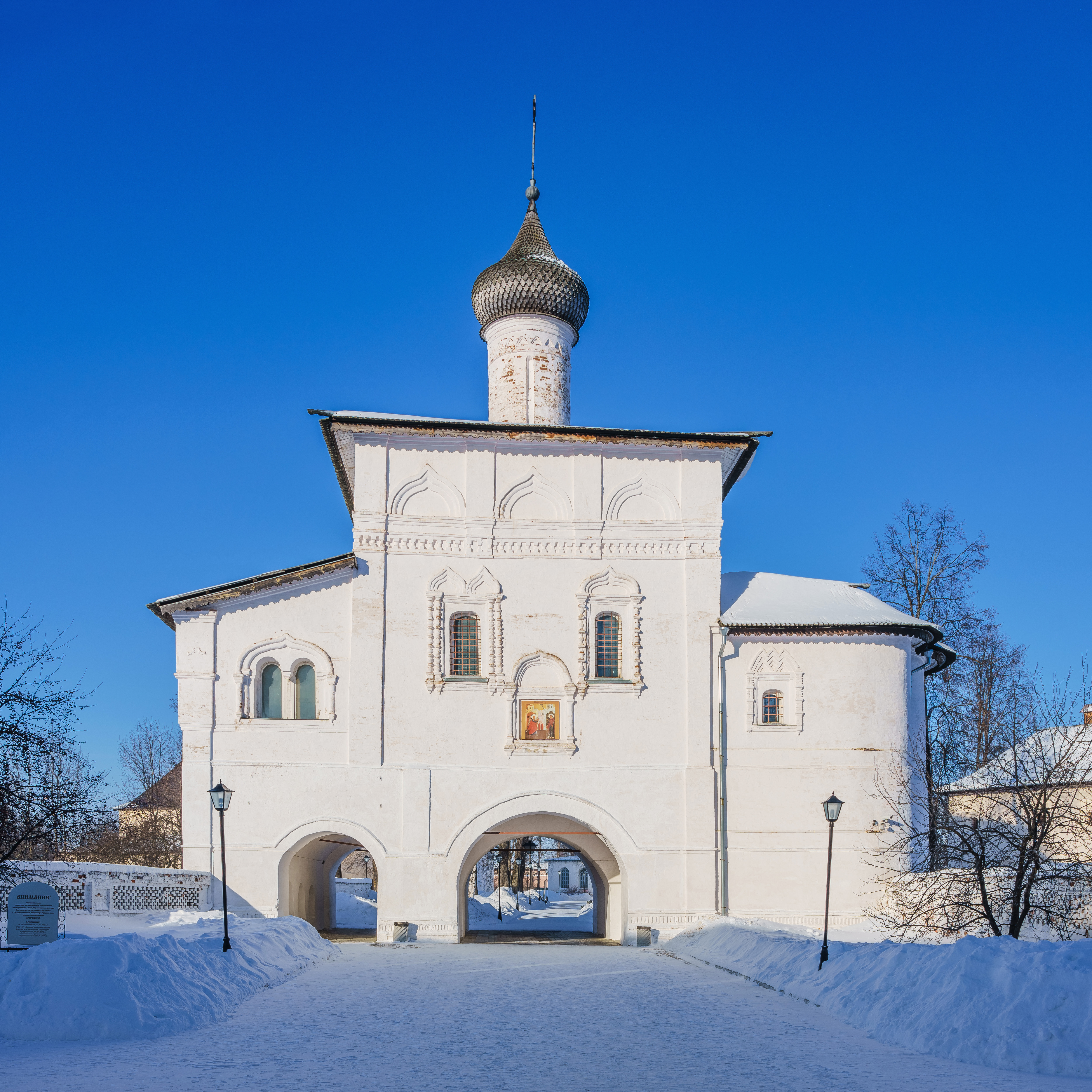
Chiesa dell'Annunciazione
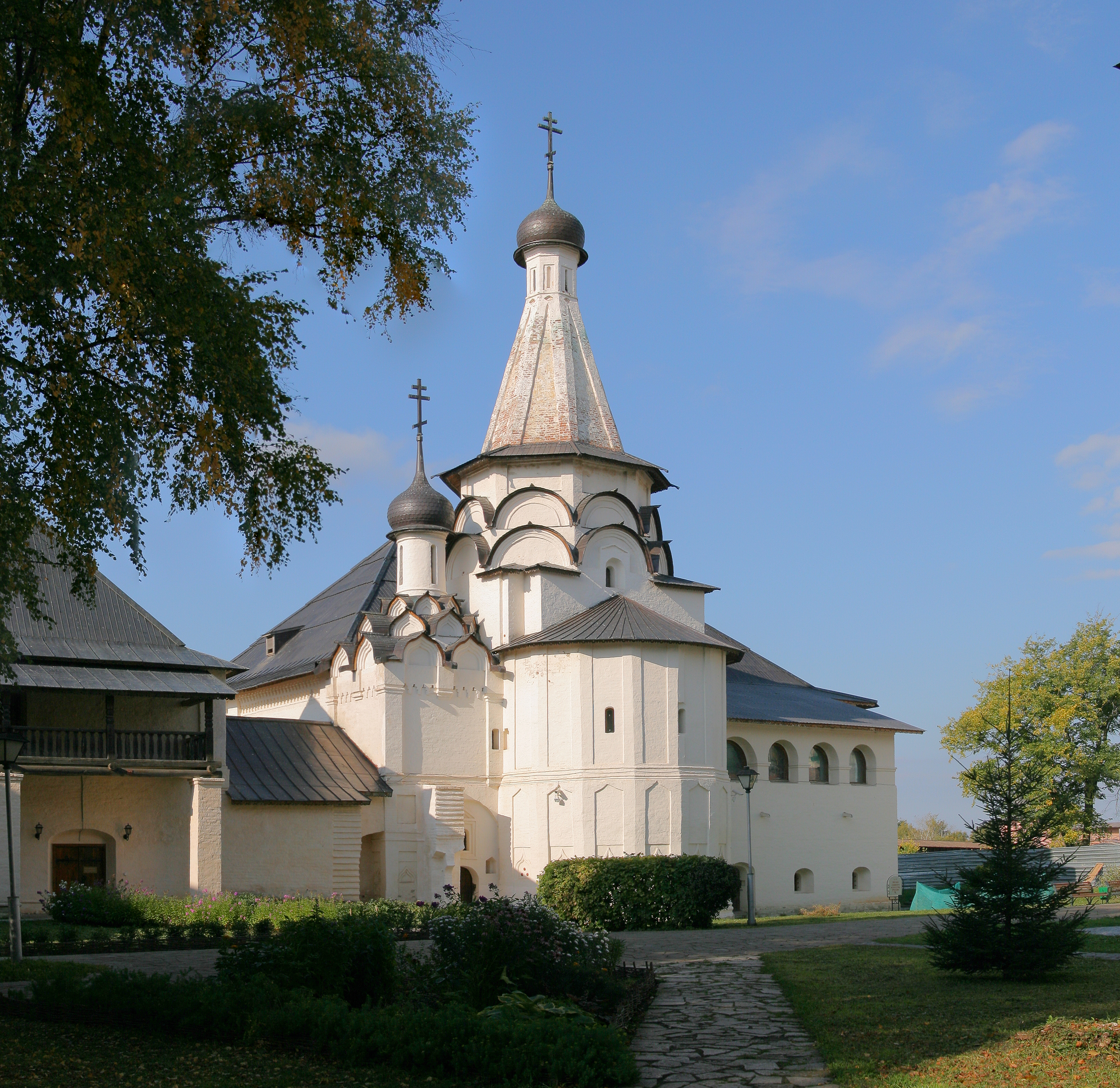
Chiesa refettorio della Dormizione
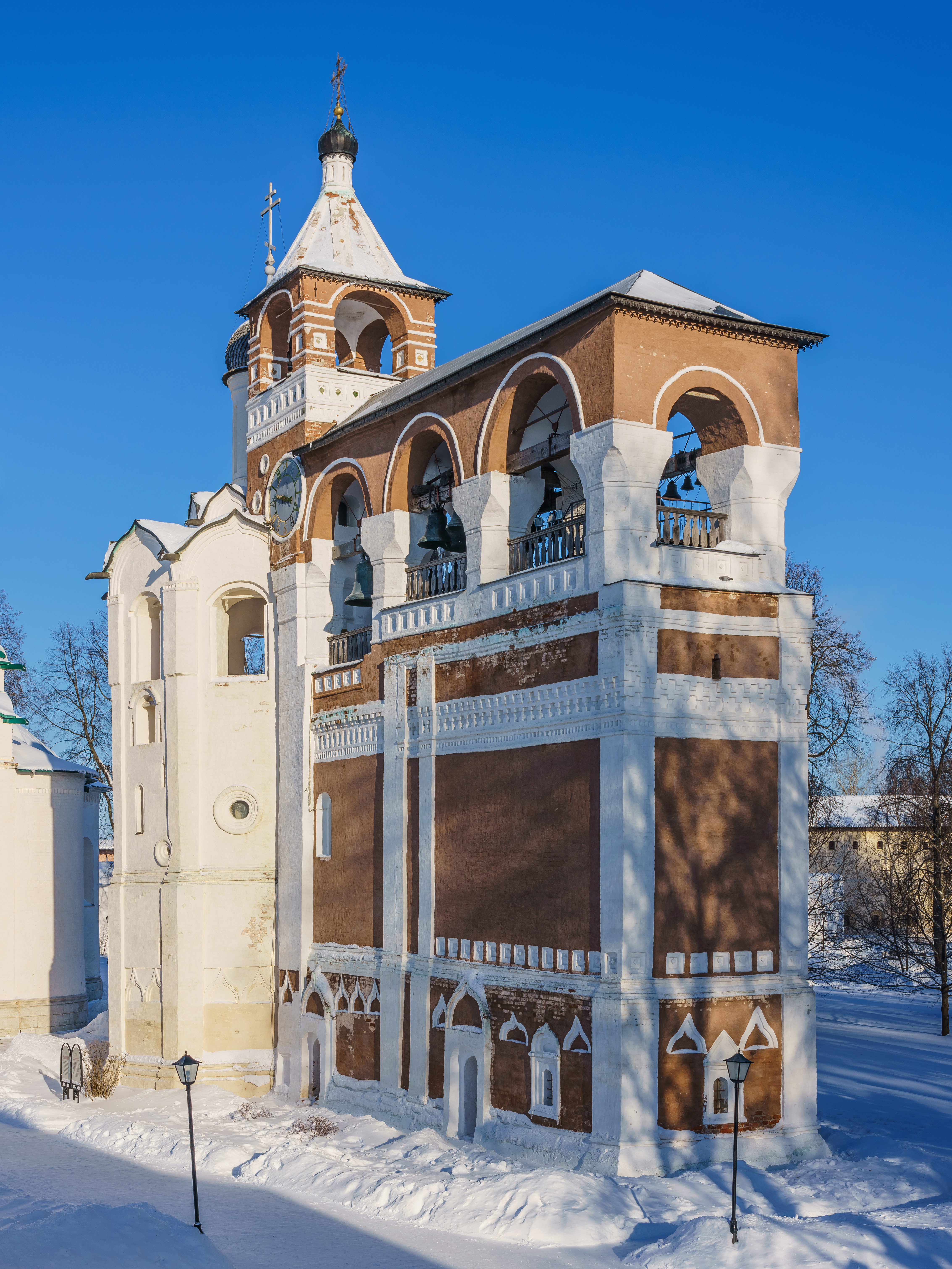
Campanile
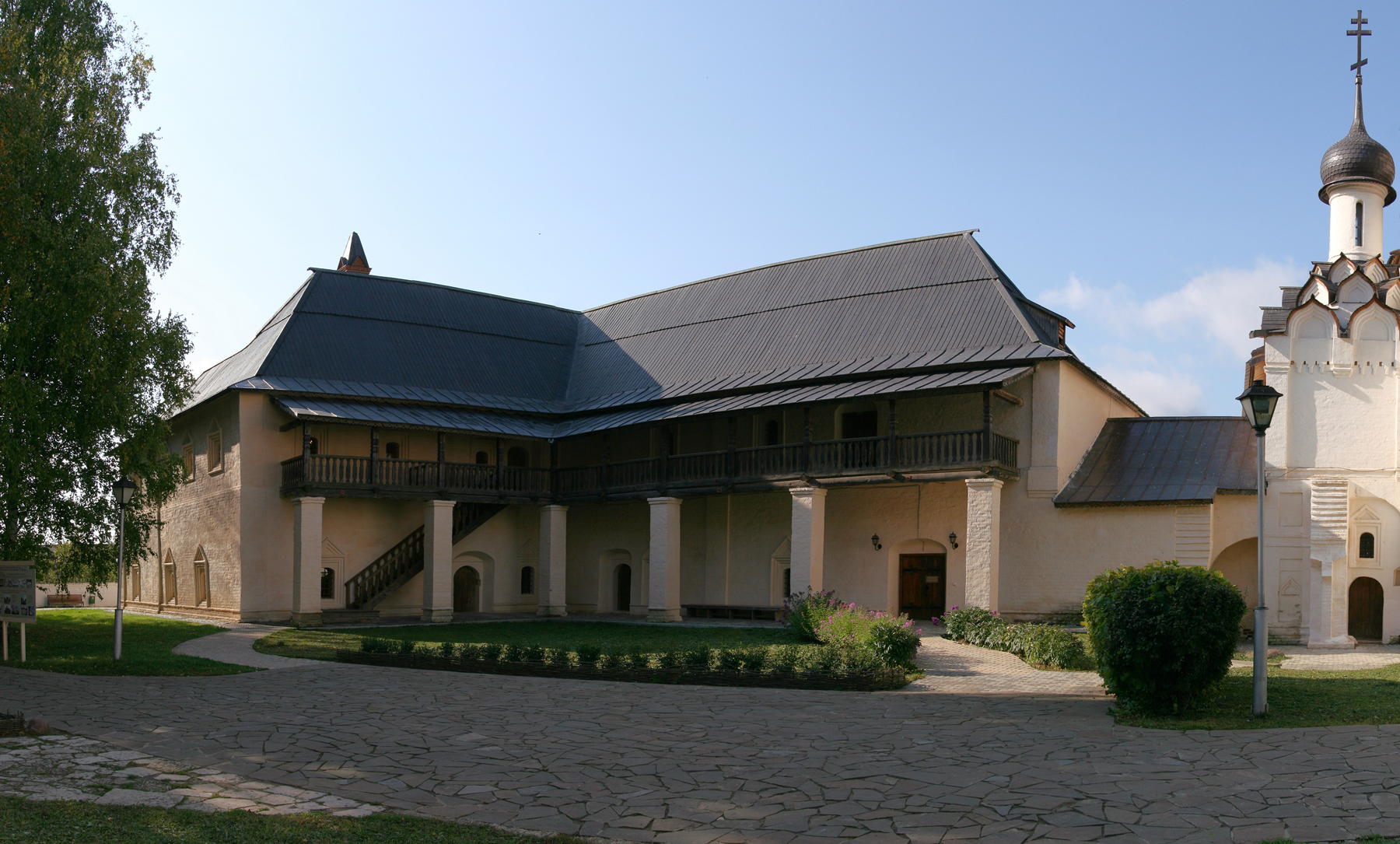
Casa dell'archimandrita
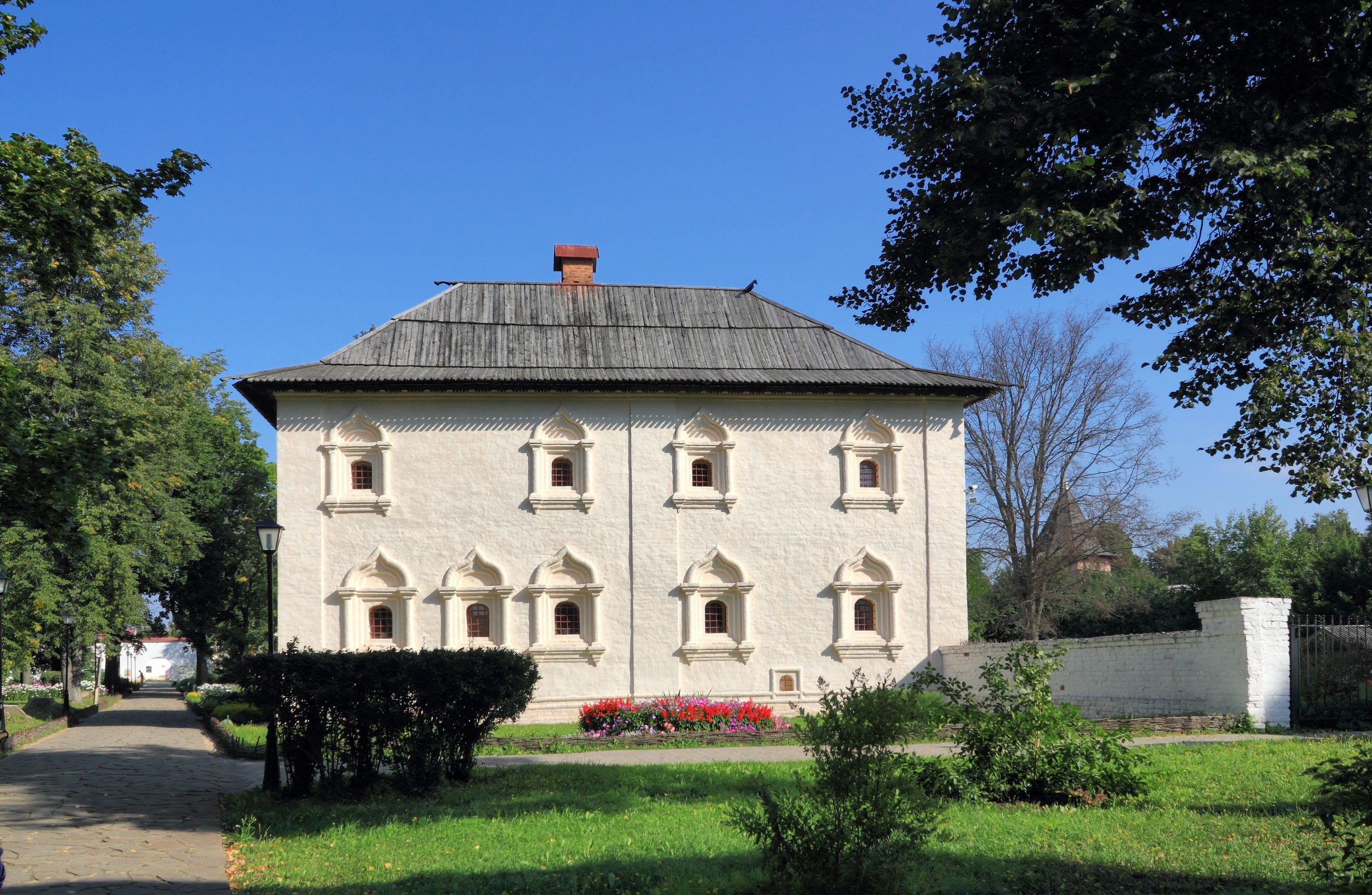
Alloggi dei monaci
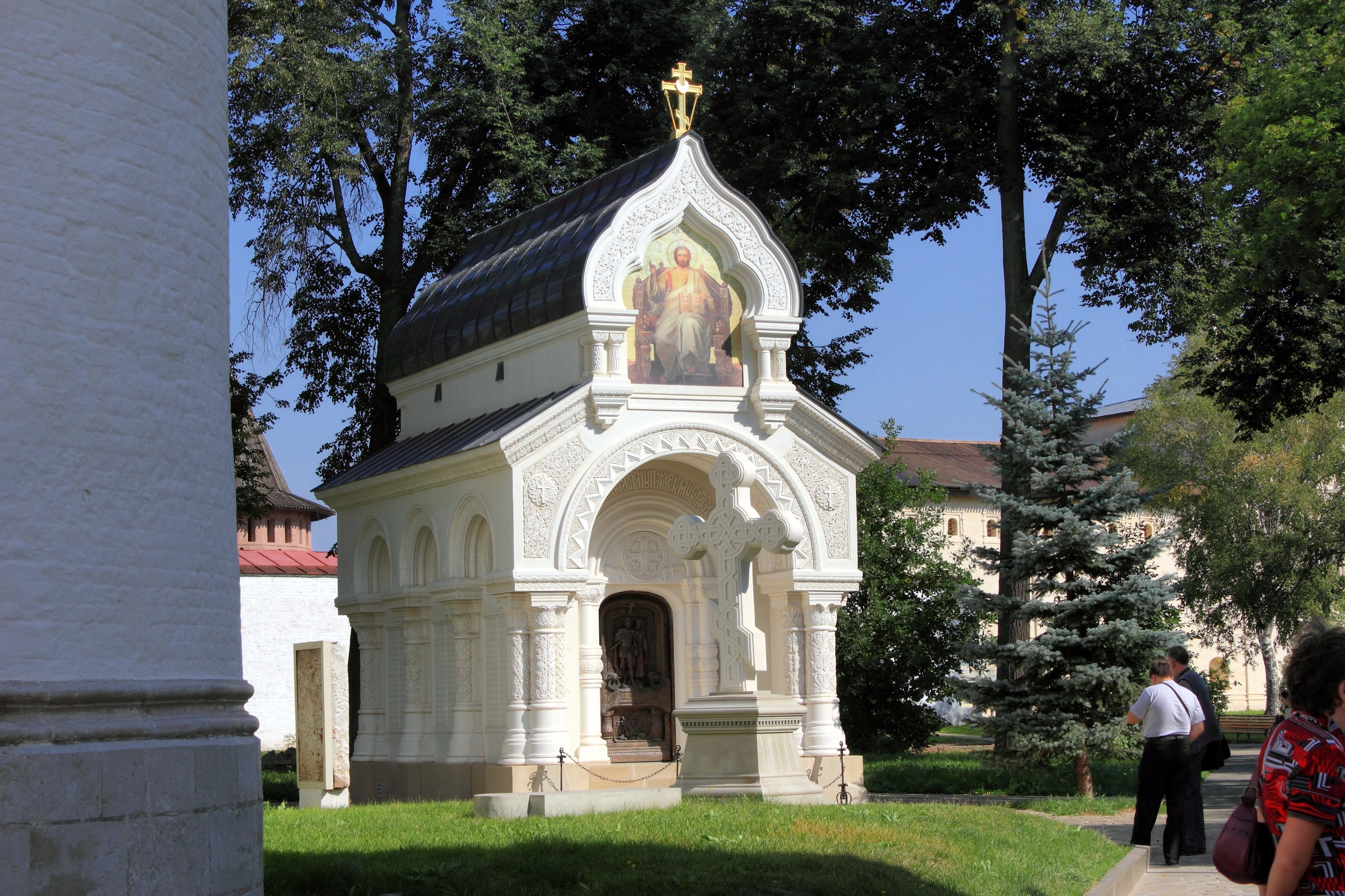
Cappella di Dmitrij Požarskij
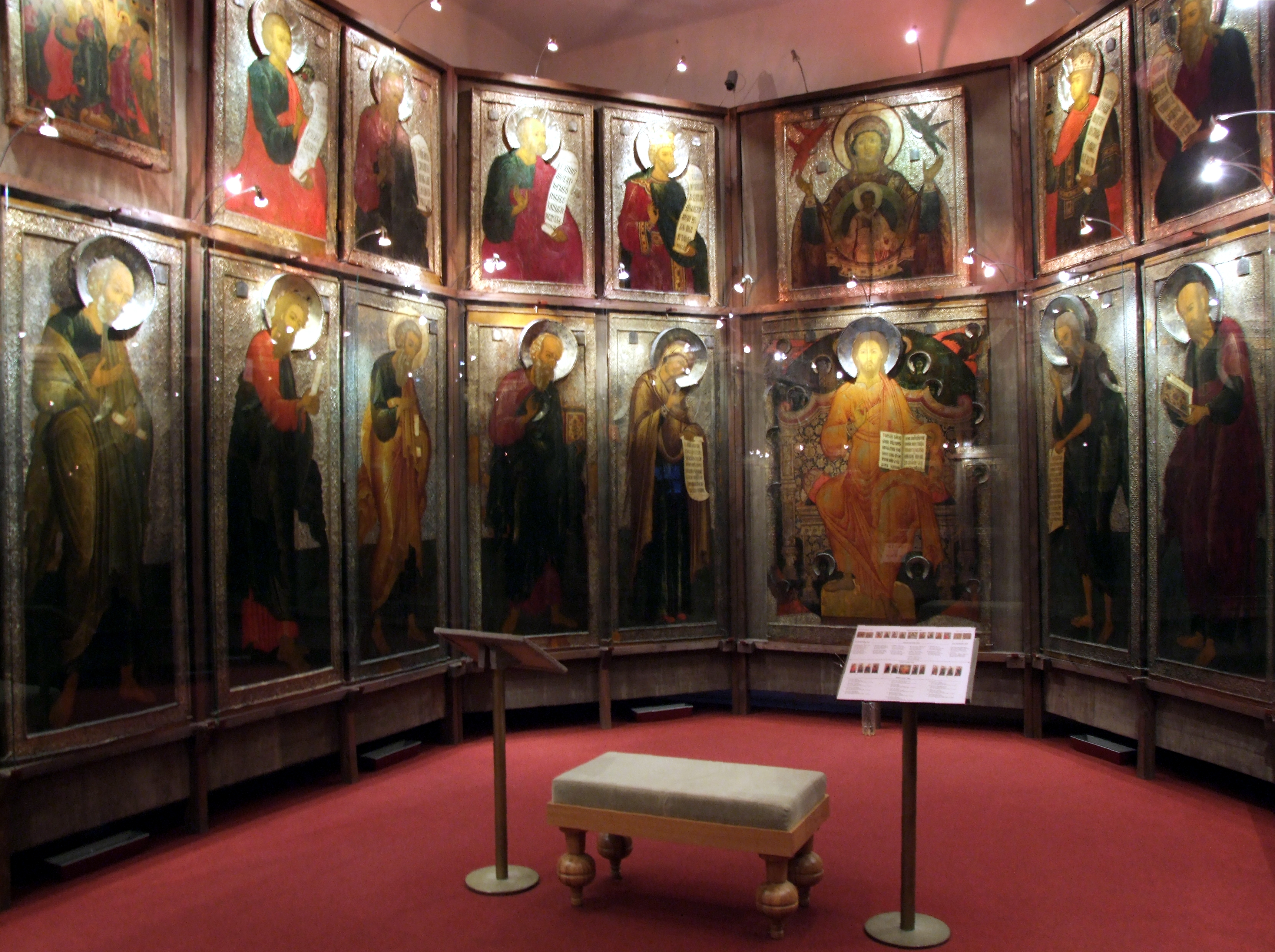
Antica iconostasi

## Note

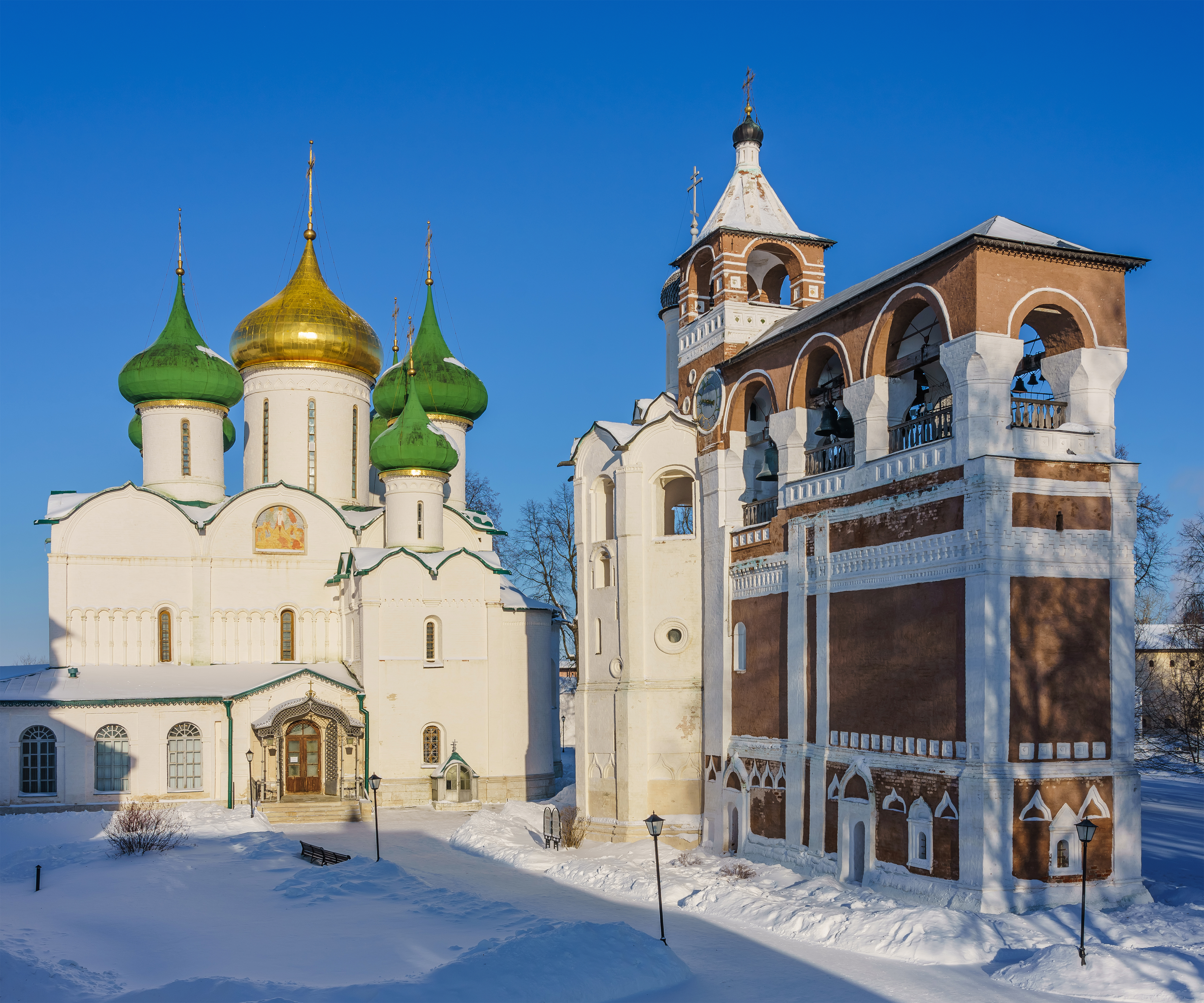
La cattedrale e il campanile